# Montesquieu-des-Albères
Montesquieu-des-Albères (på catalansk: Montesquiu d'Albera) er en by og kommune i departementet Pyrénées-Orientales i Sydfrankrig. Montesquieu ligger i det gamle landskab Roussillon, som er den franske del af Catalonien.
Byen er vokset op på en bakketop omkring et slot, som for længst er revet ned.

## Geografi
Montesquieu-des-Albères ligger for foden af Albère-bjergene, som er en del af Pyrenæerne.
Mod vest ligger Le Boulou (8 km) og mod øst Laroque-des-Albères (6 km). Nærmeste større by er Perpignan (27 km).

## Historie
I kommunen findes der spor fra romertiden, bl.a. resterne af et tårn ved Sainte Marie du Vilar, hvorfra man kunne overvåge Via Domitia.
I det 11. århundrede byggedes et slot, der nævnes første gang i 1080. Slottet blev revet ned af den franske kong Ludvig 11. i 1475, men resterne af slottet kan stadig ses midt i Montesquieus. Den nuværende kirke Saint Saturnin blev indviet i 1123.
I 1359 boede der omkring 500 i byen, hvilket gjorde den til en betydelig by. I 1385 blev Montesquieu solgt til Bérenger III d'Oms. Den blev i familiens eje indtil Raymond d'Oms i 1682 blev nødt til at afstå den til den franske konge.

## Demografi

### Udvikling i folketal
| 1962                                                              | 1968 | 1975 | 1982 | 1990 | 1999 | 2007  | 2014  | 2017  |
| ----------------------------------------------------------------- | ---- | ---- | ---- | ---- | ---- | ----- | ----- | ----- |
| 370                                                               | 333  | 329  | 510  | 753  | 824  | 1.142 | 1.218 | 1.224 |
| Tal fra og med 1962 er uden dobbelttælling (sans doubles comptes) |      |      |      |      |      |       |       |       |